# نادي العزيزية
نادي العزيزية الرياضي هو فريق كرة قدم عراقي مقره في العزيزية، واسط، تم تأسيسه في عام 1992، يلعب في الدوري العراقي الدرجة الثانية.

## الملعب
افتتحت وزارة الشباب والرياضة في 15 حزيران/ يونيو 2019، ملعب العزيزية، بسعة 5000 متفرج، وأقيمت المباراة الافتتاحية بين نجوم المنتخب العراقي السابق لكرة القدم وفريق لاعبي واسط السابقين، كما أقيمت فعاليات رياضية أخرى، وقدمت عروضاً لفريق التايكواندو وألعاب القوى.

## روابط خارجية
- نادي العزيزية على Goalzz.com
- أندية العراق - تواريخ التأسيس